# Пулличино, Жерар
Жерар Пулличино (фр. Gérard Pullicino; род. 6 февраля 1958 года) — французский продюсер и режиссёр телевизионных фильмов и программ, композитор.

## Биография
Родился 6 февраля 1958 года в Тунисе в еврейской семье (имеет также и итальянские корни).
Страсть к режиссуре возникла очень рано. В 10 лет он брал камеру отца и снимал небольшие фильмы. Дебютировал в начале1970-х — играл на ударных в рок-группе «Les Rockettes», будучи ещё пятнадцатилетним подростком. Когда о группе решили снимать документальный фильм, Жерар, насмотревшись на работу киногруппы, понял: это то, что он хотел бы делать профессионально.
Был женат, имеет троих детей от первого брака (Зое Пулличино, Элиотт Пулличино и Том Пулличино).
Состоял в гражданском браке с бельгийской певицей Ларой Фабиан. 20 ноября 2007 года у них родилась дочь Лу.